# Oligota congruens
Oligota congruens är en skalbaggsart som beskrevs av Thomas Casey 1911. Oligota congruens ingår i släktet Oligota och familjen kortvingar. Inga underarter finns listade i Catalogue of Life.